# Federico Guglielmo III di Prussia
Federico Guglielmo III di Hohenzollern (Potsdam, 3 agosto 1770 – Berlino, 7 giugno 1840) fu il quinto re di Prussia dal 1797 al 1840 e l'ultimo principe elettore di Brandeburgo dal 1797 al 1806.
Resse il trono di Prussia in uno dei suoi più difficili periodi durante le Guerre napoleoniche che segnarono la fine del Sacro Romano Impero e per ulteriori 25 anni dopo il Congresso di Vienna.
Mantenendo un atteggiamento di moderazione tra la Francia e i suoi nemici, dopo aver subìto da parte di Napoleone una pesante sconfitta militare nel 1806, fu riluttante ma alla fine cedette alla coalizione antinapoleonica capeggiata dalla Gran Bretagna. Dopo la sconfitta di Napoleone, tornò col Congresso di Vienna a ricoprire il suo ruolo di re di Prussia, riassemblando il Paese e riportandolo ai principi del periodo pre-napoleonico.

## Biografia

### I primi anni

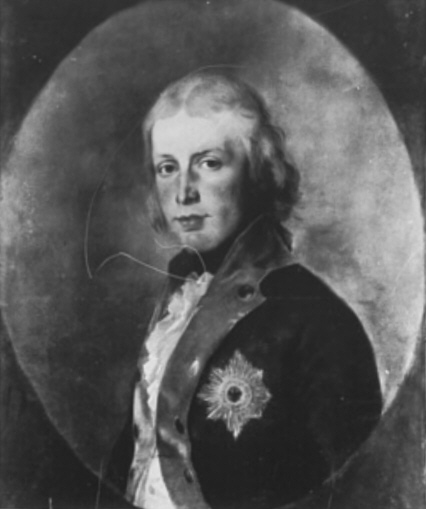
Il principe ereditario Federico Guglielmo di Prussia nel 1793

Federico Guglielmo era figlio del re Federico Guglielmo II di Prussia (1744-1797) e di sua moglie, Federica di Assia-Darmstadt (1751-1805). Da bambino, il padre di Federico Guglielmo III (sotto l'influenza della sua amante, la contessa Wilhelmine Enke) esercitò personalmente la tutela del figlio, secondo la prassi vigente all'epoca. Il piccolo Federico Guglielmo trascorse gran parte della propria infanzia nel villaggio di Paretz, che poi renderà una delle più importanti residenze reali e il cui governatore era il Conte Hans von Blumenthal, che esercitava tale incarico amministrativo per conto del fratello, il Principe Enrico.
Egli crebbe con il figlio del conte, che ebbe modo di accompagnarlo nel Grand Tour negli anni ottanta del XVIII secolo. Di carattere melanconico, timido e riservato, secondo le cronache dell'epoca crebbe umilmente e onestamente. Tra i suoi tutori vi fu anche il drammaturgo Johann Jakob Engel. Musicalmente molto dotato, già a dieci anni il principe aveva composto una marcia destinata a divenire molto famosa, la Präsentiermarsch, ancora oggi utilizzata dall'esercito tedesco.
Intraprese l'attività militare, seguendo la carriera dei principi ereditari prussiani, venendo promosso a luogotenente nel 1784, e a colonnello nel 1790, prendendo poi parte alle campagne contro la Francia tra il 1792 e il 1794. Il 24 dicembre 1793 Federico Guglielmo sposò la principessa Luisa di Meclemburgo-Strelitz.

### L'ascesa al trono

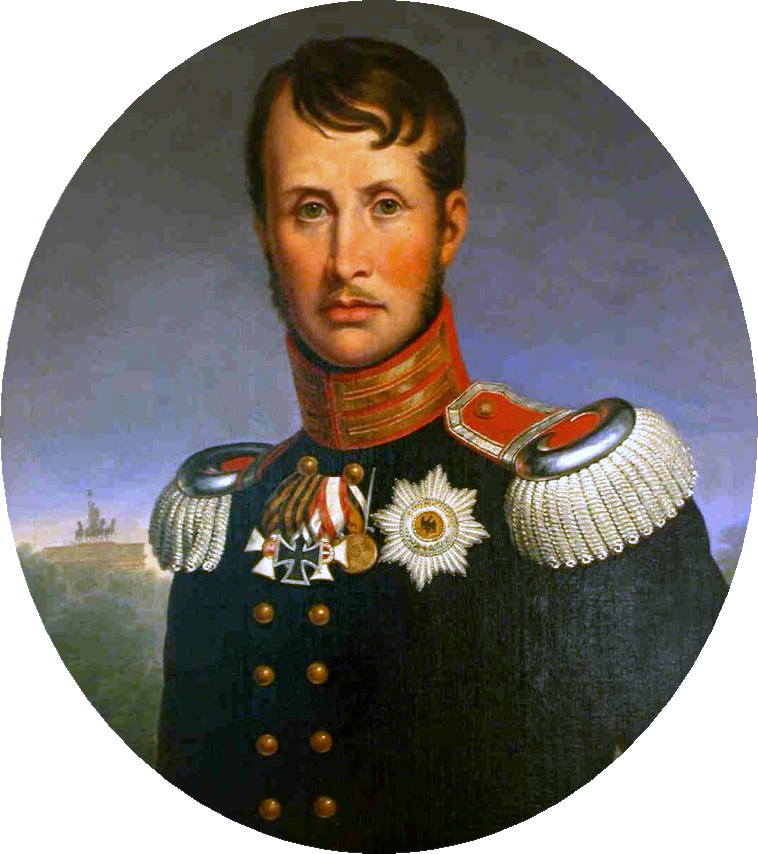
Federico Guglielmo III di Prussia in un ritratto d'inizio ottocento

Federico Guglielmo succedette al trono di Prussia il 16 novembre 1797, e contestualmente divenne principe in unione personale del Principato di Neuchâtel (1797-1806 e nuovamente 1813-1840). All'inizio il re mostrò le migliori intenzioni nel governo decidendo subito di ridurre i costi per il sostentamento della corona, riformando le oppressioni del suo regno e dimettendo i ministri corrotti di suo padre. Egli aveva ereditato dalla dinastia degli Hohenzollern la loro tenacia militare, ma non l'ingegno che aveva contraddistinto l'operato dei suoi antenati più illustri.
Il nuovo sovrano esercitava il proprio potere in maniera prudente e riservata, mostrando un certo sospetto nel confidare nei propri ministri per assumere determinate decisioni, rallentando così l'andamento del governo. Disgustato dalla corruzione morale della corte di suo padre e dagli intrighi politici, uno dei primi compiti che Federico Guglielmo si impose fu quello di restaurare la moralità della sua dinastia, al punto da portarlo a far cancellare il progetto del gruppo scultoreo Prinzessinnengruppe commissionato dal suo predecessore al noto artista Johann Gottfried Schadow. In un discorso di Federico Guglielmo III viene riportato:

### Le riforme e la restaurazione
Negli otto anni successivi, avviò significative riforme interne sull'esempio di Giuseppe II, restaurando l'amministrazione cittadina e il governo e abolendo la servitù della gleba. Dapprima cercò di mantenere il Paese neutrale nel corso delle Guerre napoleoniche non partecipando alla Terza coalizione, in funzione antifrancese, nel 1805; tuttavia le sempre più umilianti richieste da parte francese lo costrinsero a entrare in guerra contro Napoleone nel 1806. Il 14 ottobre 1806, nelle battaglie di Jena e Auerstädt, i francesi sconfissero i prussiani, e l'esercito di Federico Guglielmo III dovette capitolare.

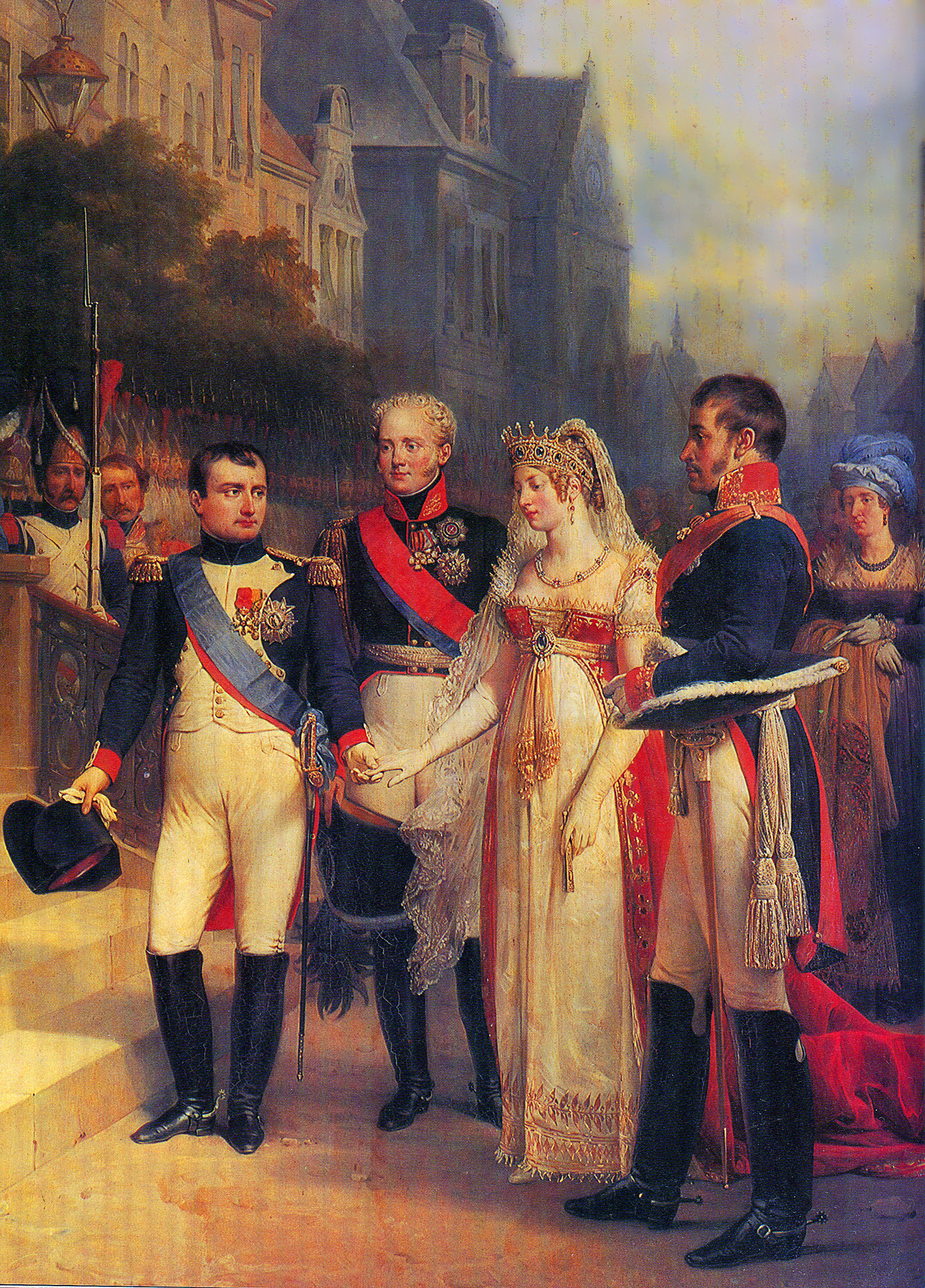
Federico Guglielmo III di Prussia e Napoleone

La famiglia reale fu costretta all'esilio a Memel, nella Prussia orientale, trovando asilo politico presso lo zar Alessandro I di Russia. Lo stesso zar venne poi sconfitto in battaglia dai francesi, e a Tilsit, sul fiume Nemunas, nel 1807 fu costretto a firmare un trattato di pace con l'esercito napoleonico. Napoleone fu particolarmente duro con la Prussia sconfitta: Federico Guglielmo III perse tutti i territori acquisiti in Polonia, e ad ovest del fiume Elba, e dovette corrispondere un forte indennizzo alla Francia, finanziando anche il sostentamento delle truppe di Napoleone nel suo regno.
Egli cercò di varare, soprattutto in ambito militare, nuove riforme con ministri come il Barone di Stein, il Principe von Hardenberg, Scharnhorst, e il Conte Gneisenau. Nel 1813, a seguito della sconfitta subita da Napoleone in Russia, Federico Guglielmo si oppose nuovamente alla Francia, stringendo un'alleanza con la Russia nel Trattato di Kalisz e ritornò poi a Berlino, sebbene la città rimanesse sotto l'occupazione francese.
Le truppe prussiane giocarono un ruolo fondamentale nelle vittorie contro i francesi del 1813 e del 1814 e lo stesso sovrano condusse personalmente le armate guidate dal Principe Schwarzenberg, assieme a quelle russe al comando di Alessandro I e austriache di Francesco II d'Austria.
Al Congresso di Vienna del 1815 Federico Guglielmo riuscì a garantire alla Prussia l'acquisizione di nuovi territori sottraendo la Provincia di Poznań al Ducato di Varsavia, ed espandendosi nell'attuale Germania settentrionale, anche se non ebbe successo il suo tentativo di annettere la Sassonia, come aspirava da lungo tempo. La sua profonda incertezza gli impedì consistenti acquisti territoriali. Al seguito delle guerre, Federico Guglielmo non onorò la promessa che nel 1813 aveva fatto al suo popolo, di concedere una costituzione.
Tra il 1817 e il 1839 progettò e realizzò l'unione delle Chiese riformate, decidendo di fondere la chiesa calvinista prussiana, a cui apparteneva, con i luterani prussiani, dando vita all'Unione delle Chiese Prussiane, la nuova Chiesa protestante di Stato.
Con la Restaurazione, aderendo alla Santa Alleanza, si schierò su posizioni antiliberali. Alla sua morte il figlio maggiore, Federico Guglielmo IV gli succedette come Re di Prussia.

## Matrimonio e discendenza

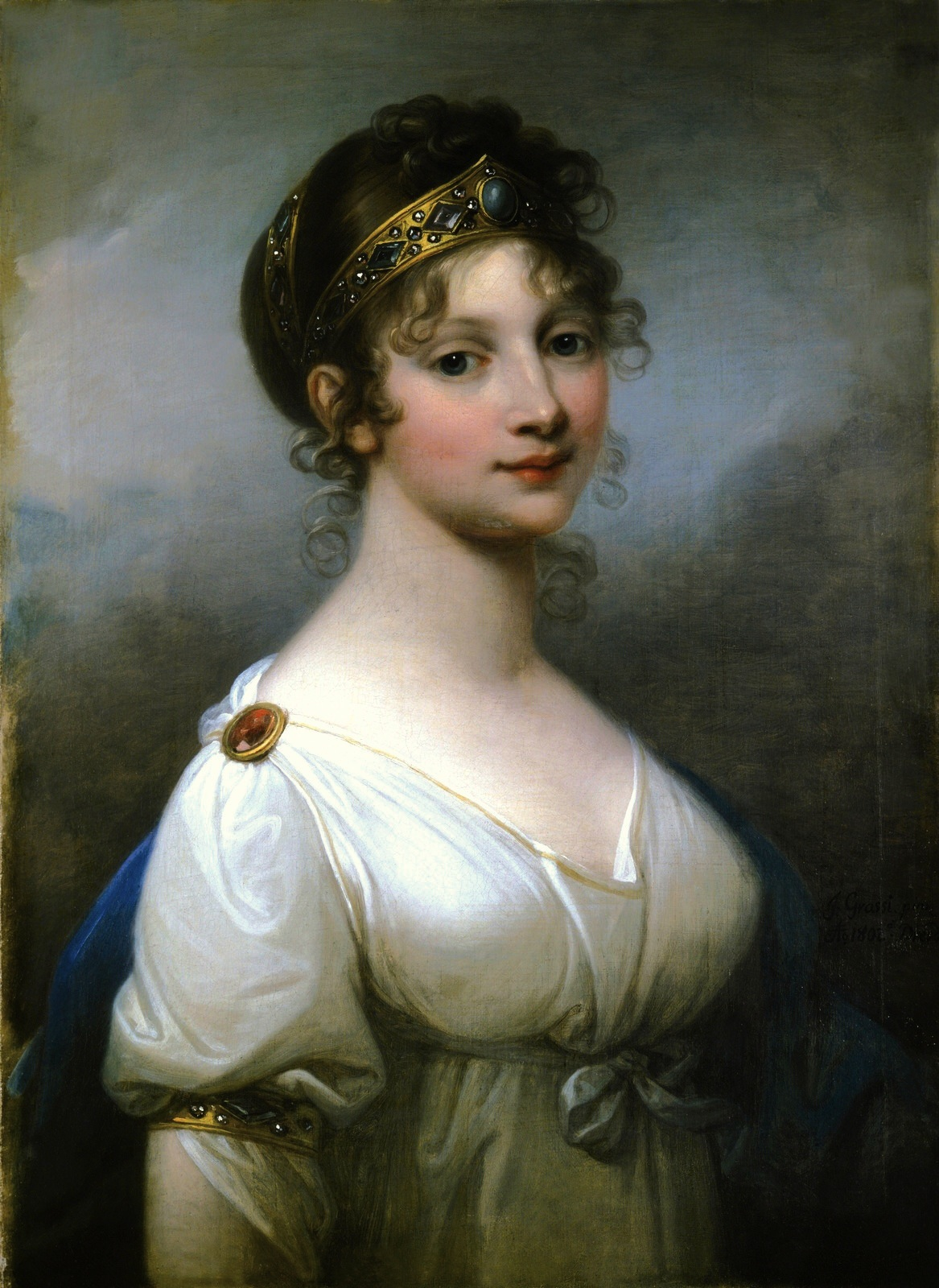
Luisa di Meclemburgo-Strelitz, Regina di Prussia in un ritratto di Josef Grassi

Federico Guglielmo ebbe tutti i suoi figli dal primo matrimonio con la Principessa Luisa di Meclemburgo-Strelitz (1776 - 1810).
- una figlia nata morta nel 1794
- Federico Guglielmo (1795-1861), re di Prussia, sposò nel 1823 la principessa Elisabetta Ludovica di Baviera
- Guglielmo I (1797-1888), imperatore di Germania, sposò nel 1829 la principessa Augusta di Sassonia-Weimar-Eisenach
- Carlotta (1798-1860), sposò nel 1817 lo zar Nicola I
- Federica (1799-1800)
- Carlo (1801-1883), sposò nel 1827 la principessa Maria di Sassonia-Weimar-Eisenach
- Alessandrina (1803-1892), sposò il granduca Paolo Federico di Meclemburgo-Schwerin
- Ferdinando (1804-1806)
- Luisa (1808-1870), sposò il principe Guglielmo Federico Carlo di Orange-Nassau
- Alberto (1809-1872) che sposò in prime nozze la principessa Marianna di Orange-Nassau (1810-1883) e in seconde nozze Rosalia di Rauch, successivamente contessa di Hohenau (1820-1879)

Dal secondo matrimonio (morganatico) con la contessa Augusta di Harrach, poi Principessa di Liegnitz, non ebbe figli.

## Ascendenza
|                                                |                              |                                             | Genitori                                           |  |  | Nonni |  |  | Bisnonni                        |  |  | Trisnonni             |  |
|                                                |                              |                                             |                                                    |  |  |       |  |  | Federico Guglielmo I di Prussia |  |  | Federico I di Prussia |  |
|                                                |                              |                                             |                                                    |  |  |       |  |  | Federico Guglielmo I di Prussia |  |  | Federico I di Prussia |  |
|                                                |                              | Sofia Carlotta di Hannover                  |                                                    |  |  |       |  |  | Federico Guglielmo I di Prussia |  |  |                       |  |
| Augusto Guglielmo di Prussia                   |                              |                                             |                                                    |  |  |       |  |  | Federico Guglielmo I di Prussia |  |  |                       |  |
|                                                |                              | Sofia Dorotea di Hannover                   | Giorgio I d'Inghilterra                            |  |  |       |  |  |                                 |  |  |                       |  |
|                                                |                              | Sofia Dorotea di Hannover                   | Giorgio I d'Inghilterra                            |  |  |       |  |  |                                 |  |  |                       |  |
|                                                |                              | Sofia Dorotea di Hannover                   | Sofia Dorotea di Celle                             |  |  |       |  |  |                                 |  |  |                       |  |
| Federico Guglielmo II di Prussia               |                              | Sofia Dorotea di Hannover                   |                                                    |  |  |       |  |  |                                 |  |  |                       |  |
|                                                |                              | Ferdinando Alberto II di Brunswick-Lüneburg | Ferdinando Alberto I di Brunswick-Lüneburg         |  |  |       |  |  |                                 |  |  |                       |  |
|                                                |                              | Ferdinando Alberto II di Brunswick-Lüneburg | Ferdinando Alberto I di Brunswick-Lüneburg         |  |  |       |  |  |                                 |  |  |                       |  |
|                                                |                              | Ferdinando Alberto II di Brunswick-Lüneburg | Cristina d'Assia-Eschewege                         |  |  |       |  |  |                                 |  |  |                       |  |
| Luisa Amalia di Brunswick-Lüneburg             |                              | Ferdinando Alberto II di Brunswick-Lüneburg |                                                    |  |  |       |  |  |                                 |  |  |                       |  |
|                                                |                              | Antonietta Amalia di Brunswick-Wolfenbüttel | Luigi Rodolfo di Brunswick-Lüneburg                |  |  |       |  |  |                                 |  |  |                       |  |
|                                                |                              | Antonietta Amalia di Brunswick-Wolfenbüttel | Luigi Rodolfo di Brunswick-Lüneburg                |  |  |       |  |  |                                 |  |  |                       |  |
|                                                |                              | Antonietta Amalia di Brunswick-Wolfenbüttel | Cristina Luisa di Oettingen-Oettingen              |  |  |       |  |  |                                 |  |  |                       |  |
| Guglielmo III di Prussia                       |                              | Antonietta Amalia di Brunswick-Wolfenbüttel |                                                    |  |  |       |  |  |                                 |  |  |                       |  |
|                                                | Luigi VIII d'Assia-Darmstadt | Ernesto Luigi d'Assia-Darmstadt             |                                                    |  |  |       |  |  |                                 |  |  |                       |  |
|                                                | Luigi VIII d'Assia-Darmstadt | Ernesto Luigi d'Assia-Darmstadt             |                                                    |  |  |       |  |  |                                 |  |  |                       |  |
|                                                | Luigi VIII d'Assia-Darmstadt | Dorotea Carlotta di Brandeburgo-Ansbach     |                                                    |  |  |       |  |  |                                 |  |  |                       |  |
| Luigi IX d'Assia-Darmstadt                     | Luigi VIII d'Assia-Darmstadt |                                             |                                                    |  |  |       |  |  |                                 |  |  |                       |  |
|                                                |                              | Carlotta di Hanau-Lichtenberg               | Giovanni Reinardo III di Hanau-Lichtenberg         |  |  |       |  |  |                                 |  |  |                       |  |
|                                                |                              | Carlotta di Hanau-Lichtenberg               | Giovanni Reinardo III di Hanau-Lichtenberg         |  |  |       |  |  |                                 |  |  |                       |  |
|                                                |                              | Carlotta di Hanau-Lichtenberg               | Dorotea Federica di Brandeburgo-Ansbach            |  |  |       |  |  |                                 |  |  |                       |  |
| Federica Luisa d'Assia-Darmstadt               |                              | Carlotta di Hanau-Lichtenberg               |                                                    |  |  |       |  |  |                                 |  |  |                       |  |
|                                                |                              | Cristiano III del Palatinato-Zweibrücken    | Cristiano II del Palatinato-Zweibrücken-Birkenfeld |  |  |       |  |  |                                 |  |  |                       |  |
|                                                |                              | Cristiano III del Palatinato-Zweibrücken    | Cristiano II del Palatinato-Zweibrücken-Birkenfeld |  |  |       |  |  |                                 |  |  |                       |  |
|                                                |                              | Cristiano III del Palatinato-Zweibrücken    | Caterina Agata di Rappoltstein                     |  |  |       |  |  |                                 |  |  |                       |  |
| Carolina del Palatinato-Zweibrücken-Birkenfeld |                              | Cristiano III del Palatinato-Zweibrücken    |                                                    |  |  |       |  |  |                                 |  |  |                       |  |
|                                                |                              | Carolina di Nassau-Saarbrücken              | Luigi Cratone di Nassau-Saarbrücken                |  |  |       |  |  |                                 |  |  |                       |  |
|                                                |                              | Carolina di Nassau-Saarbrücken              | Luigi Cratone di Nassau-Saarbrücken                |  |  |       |  |  |                                 |  |  |                       |  |
|                                                |                              | Carolina di Nassau-Saarbrücken              | Filippa Enrichetta di Hohenlohe-Langenburg         |  |  |       |  |  |                                 |  |  |                       |  |
|                                                |                              | Carolina di Nassau-Saarbrücken              |                                                    |  |  |       |  |  |                                 |  |  |                       |  |